# Oxygonum annuum
Oxygonum annuum är en slideväxtart som beskrevs av S. Ortiz & J.A.R. Paiva. Oxygonum annuum ingår i släktet Oxygonum och familjen slideväxter. Inga underarter finns listade i Catalogue of Life.